# Striae
Striae of striemen zijn strepen die op de huid van het lichaam kunnen ontstaan wanneer het lichaam een snelle groei kent. Het bekendste voorbeeld is dat van striae op de buik van een vrouw tijdens een zwangerschap, de zogenaamde zwangerschapsstriemen, die ontstaan door de snelle groei van de foetus in de baarmoeder. De strepen kunnen ook ontstaan op de borsten of op de dijen als deze sneller dikker worden dan de huid kan bijhouden. Striae kunnen ook ontstaan bij bodybuilders: door de snelle groei van het spierweefsel wordt de huid uitgerekt, waardoor striae kunnen verschijnen.

## Zeldzamere vormen en oorzaken
Syndroom van Cushing
Het syndroom van Cushing kan zich spontaan ontwikkelen of ontstaan wegens het gebruik van corticosteroïden. De huid wordt door het syndroom of medicijngebruik vaak dunner en kwetsbaarder, waardoor striae zich kunnen voordoen op de buik, de benen en de bovenarmen.
Sacrale striae
Sacrale striae zijn een afwijkende vorm van striae die zich voordoen op het sacrum, ook wel het heiligbeen genoemd. Het kan een gevolg zijn van het syndroom van Marfan of het syndroom van Ehlers-Danlos.
Syndroom van Marfan
Naast striae op het sacrum worden striae op de buitenste dijen, de schouders, de bovenarmen en de oksels als een significant symptoom beschouwd indien deze niet zijn geassocieerd met gewichtstoename of een zwangerschap (Ghent criteria).
Linear focal elastosis
Linear focal elastosis, ook wel elastotische striae, is een zeldzame aandoening waarbij er een toename van elastisch weefsel in de huid ontstaat. Het komt vaker voor bij oudere mannen, maar het is ook gerapporteerd bij vrouwen en kinderen. Het doet zich voor als bandachtige striae op de rug.

## Oorzaak en gevolgen
Door de snelle groei van het lichaam ontstaan in het onderhuidse bindweefsel, de dermis, scheuren door te grote spanning. Dit is niet pijnlijk, maar leidt wel tot paarsrode strepen die na enige jaren in witte littekens overgaan. Het kan echter wel een brandend of jeukend gevoel geven. Ook kan het emotionele gevolgen hebben. De gevolgen van striae zijn alleen cosmetisch; er zijn verder geen effecten op de gezondheid.
De strepen zijn meestal wat zigzaggend maar lopen ruwweg parallel aan elkaar en aan de lichaamsas als ze op de buik optreden. Op de borst lopen ze naar de tepel toe.
Striae zijn onschuldig maar worden door de meeste mensen als ontsierend ervaren; een effectieve behandeling is echter nog niet gevonden.
Niet alle vrouwen ontwikkelen striae bij een zwangerschap.

## Behandeling
Er bestaat geen behandeling tegen het ontstaan van striae, hoewel verschillende methoden zijn geprobeerd. Er is geen bewijs dat crèmes die gedurende de zwangerschap worden gebruikt de zwangersschapsstriemen kunnen voorkomen. Ook als de littekens eenmaal gevormd zijn, is er geen effectieve behandeling.